# Canterbury Fayre 2001
Canterbury Fayre 2001 è il nono album live della space rock band britannica Hawkwind, registrato nel 2001 e pubblicato l'anno successivo.

## Tracce

### Disco Uno
1. 5th Second of Forever – 3:52 –  (Lloyd-Langton/Brock)
2. Levitation – 9:18 –  (Brock)
3. Spiral Galaxy – 3:16 –  (House)
4. Solitary Mind Games – 8:08 –  (Lloyd-Langton)
5. Angels of Death – 6:17 –  (Brock)
6. Spirit of the Age – 7:35 –  (Calvert/Brock)
7. Magnu – 3:43 –  (Brock)
8. Dust of Time [excerpt] – 2:08 –  (Bainbridge/Brock/Lloyd-Langton)
9. Motorway City – 6:11 –  (Brock)
10. Hurry on Sundown – 3:44 –  (Brock)
11. Assassins Of Allah – 12:25 –  (Brock/Calvert/Rudolph)

### Disco Due
1. Silver Machine – 5:16 –  (Calvert/Brock)
2. Arthur's Poem – 0:55 –  (Brown)
3. Assault and Battery – 2:51 –  (Brock)
4. Void of Golden Light – 10:44 –  (Brock)
5. Ejection – 8:18 –  (Calvert)

## Formazione
- Dave Brock - chitarra, tastiere, voce
- Simon House - violino
- Keith Kniveton - sintetizzatore
- Alan Davey - basso, voce
- Richard Chadwick - batteria
- Huw Lloyd-Langton - chitarra, voce
- Arthur Brown - voce in Silver Machine e Arthur's Poem